# Салеп
Салепът (на турски: salep, sahlep; на персийски: ثعلب, saalab‎; на арабски: سحلب, saḥlab‎, на албански и на босненски: salep; на азербайджански: səhləb; на иврит: סַחְלֶבּּ, sahlev; на гръцки: σαλέπι, salepi, на сръбски и на македонска литературна норма: салеп) е брашно, което се произвежда от грудката на орхидеи от видовете Orchis mascula и Orchis militaris. Грудките съдържат богатия на скорбяла и хранителни вещества полизахарид, наречен глюкоманан. Салеповото брашно се консумира основно под формата на напитки и десерти.

## Разпространение
Напитката и десертите от салеп са широко разпространени в Османската империя, главно в страните от Близкия изток, особено в Леванта. Консумацията на напитката е била разпространена и в страни като Англия и Германия, преди да бъде изместена от кафето и чая, където още дълго време пак е предлагана като алтернативна напитка в кафенетата.
Най-големият производител на салеп в Турция е регионът на Кахраманмараш, поради което е наричан Салепи Мараш. Популярността на салепа в Турция (която дори внася суровината) е довела до сериозно намаляване на популациите на диви орхидеи. По тази причина износът на грудки от Турция е забранен. Това е довело и до производството на салепови смески с изкуствени есенции.

## Приготвяне
Напитката често се приготвя с горещо мляко, вместо с гореща вода. Други десерти от салепово брашно са салеповият пудинг и салеповият сладолед.
Рецепта: 200 мл обезмаслено мляко, 1 чаена лъжица салепово брашно (или алтернативно 1/2 чаена лъжица оризово брашно и 1/2 чаена лъжица нишесте), захар, канела за поръсване.